# Port de Midia
Le port de Midia est un terminal pétrolier de Roumanie sur la mer Noire.

## Infrastructures et installations
Situé au nord de la ville de Constanța, il est relié à la raffinerie Petromidia et sert au chantier naval de Constanța.